# Betti Alver
Elisabet "Betti" Alver (23 de Novembro de 1906 em Jõgeva – 19 de junho de 1989 em Tartu). Foi um dos poetas mais notáveis da Estônia. Esteve na primeira geração de uma Estónia independente a ser educada em escolas. Frequentou a escola secundária em Tartu .

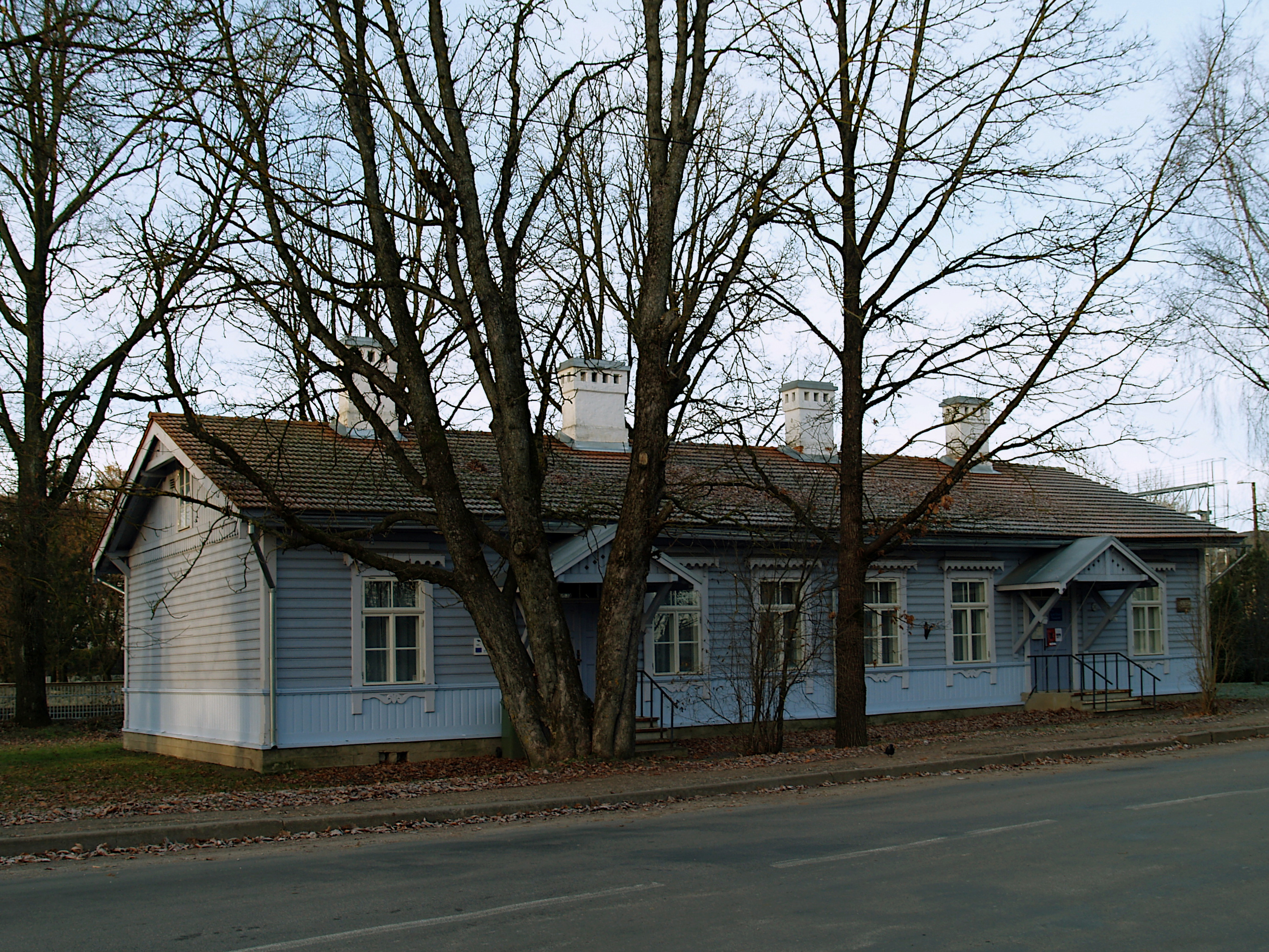
O Museu Betti Alver em Jõgeva

Começou como prosadora. Ela ficou conhecida por ser um dos membros dos Arbujad ("Adivinhos"), um pequeno grupo de influentes poetas estonianos, que incluía Bernard Kangro, Uku Masing, Kersti Merilaas, Mart Raud, August Sang, Heiti Talvik e Paul Viiding . Após a guerra, seu marido Heiti Talvik foi preso pelos soviéticos e morreu na Sibéria. Permaneceu em silêncio como poeta durante duas ou três décadas, em protesto ao domínio soviético, mas renovou a atividade na década de 1960. No segundo período desta década destaca-se a coleção de 1966 Tähetund ou "Starry Hour". Ela também escreveu romances e fez trabalhos de tradução. Um museu foi dedicado a ela em Jõgeva, no centésimo aniversário de seu nascimento.